# 大球送り

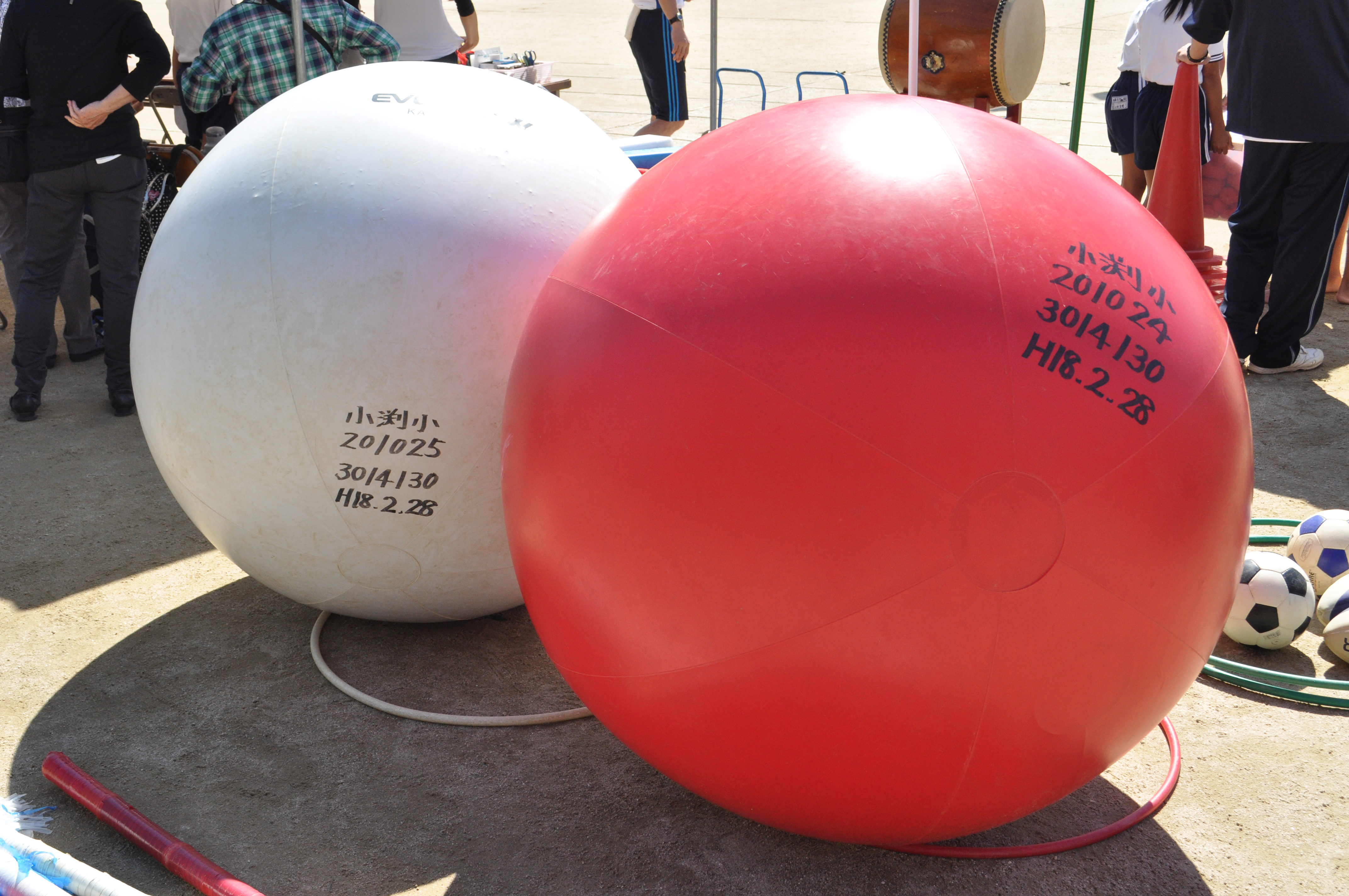
大球送り用の大球

大球送り（おおだまおくり）は、大きな球体を運ぶ競技の一種。

## 概要

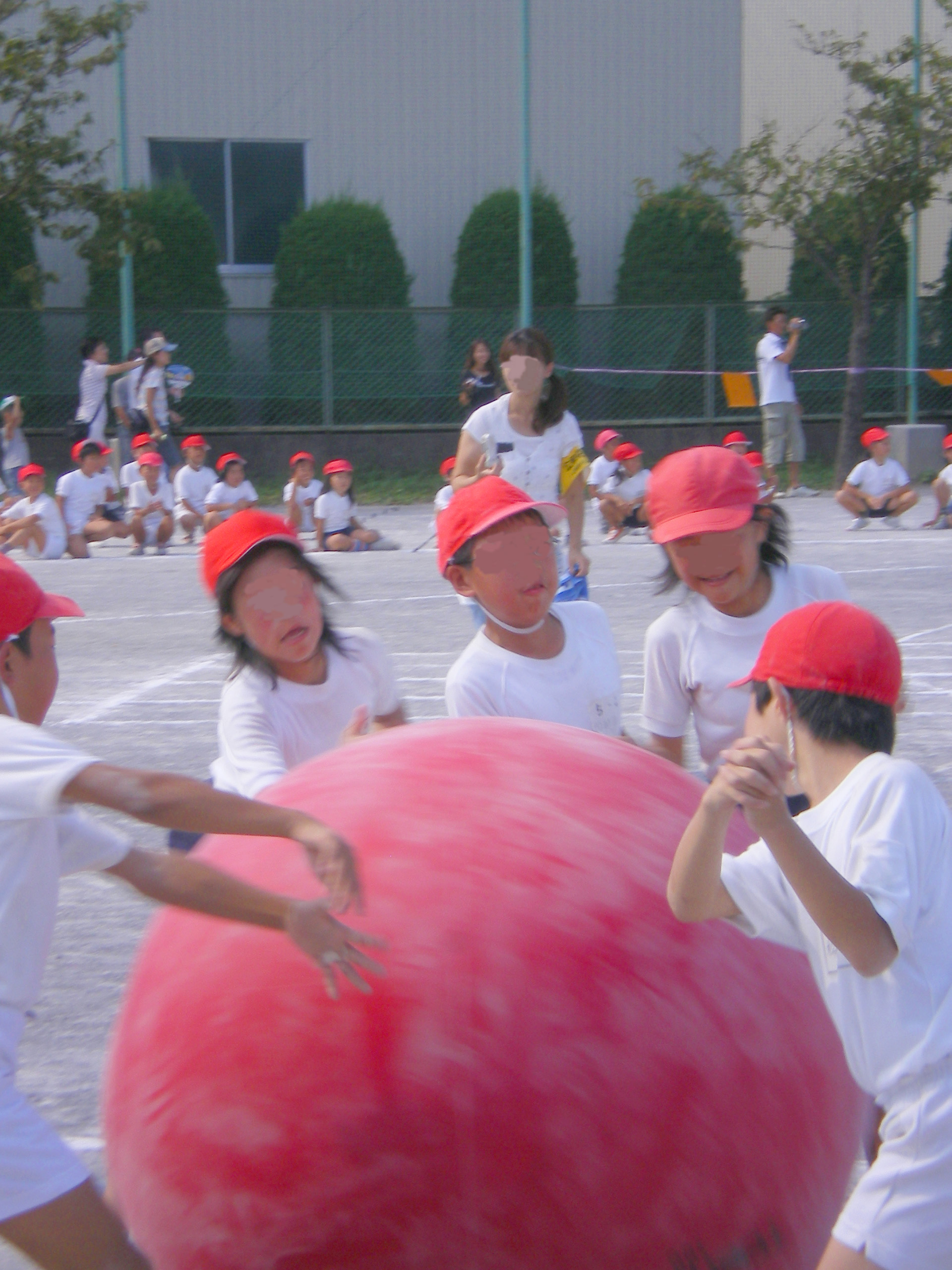
競技の様子

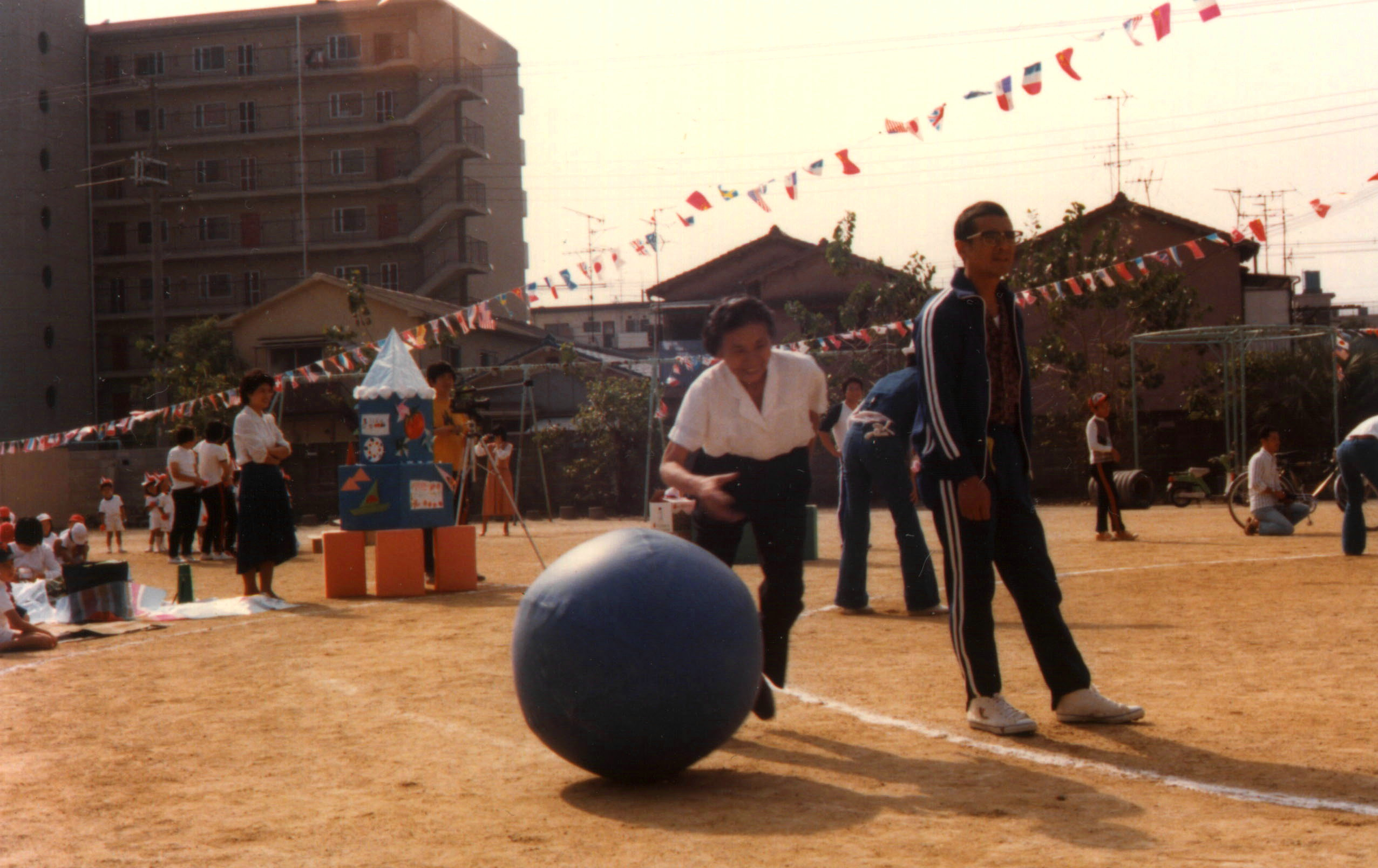
大型の球体を移動していく様子

複数のチームに分かれて行う。出発線から一定の距離に転回点を設け、大型の軽い玉を出発線から数人で転がしながら前進し転回点を周回して戻るリレーを行い、その完了が早い組を勝ちとする競技。運動会などで行われることが多い。
なお、チームごとに整列して、その頭上を玉を渡して通過させていくルールの場合もある。